# フィニ・ヘンリクス
ヴァルデマ・フィニ・ヘンリクス（Valdemar Fini Henriques 洗礼名Finni 1867年10月20日 - 1940年10月27日）は、デンマークの作曲家、ヴァイオリニスト。姓のデンマーク語に近いカナ表記はヘンレゲスであるが、日本ではへリンクスという表記が一般的なため本項の項目名もその例に倣った。本文ではヘンレゲス表記とする。

## 生涯とキャリア
フレゼレクスベアに生まれた。父はユダヤの出自を持つ病院の検査官で司法顧問のヴィルヘルム・モーリッツ・ヘンレゲス（1828年-1899年）、母はマリーイ・クリスティーネ・ラスムスン（1826年-1913年）だった。医師で哲学者だったスィヴェリーン・クレステンスンは義理の兄弟であった。フィニの息子である音楽家のヨハン・ヘンレゲスは王立教会で第2ヴァイオリンのコンサートマスターとなった。この教会ではフィニもほぼ4年間をヴァイオリニストとして過ごしている。
ヘンレゲスは教会のコンサートマスターで音楽院の教授を務めたヴァイオリニストのヴァルデマ・トフテ、並びに王立教会の首席音楽監督であったヨハン・スヴェンセンに弟子入りした。これはニルス・ゲーゼから音楽院を修了するように助言を受けた後のことだった。1888年から1891年にかけてはベルリンで過ごし、ヴァイオリニストのヨーゼフ・ヨアヒム、クララ・シューマンの異父弟で自身もゲーゼ門下であった作曲家のヴォルデマール・バルギールに師事した。コペンハーゲンで一時を過ごすとドイツとオーストリアへと戻って1年暮らした。帰国後は1892年に王立教会ではじめヴィオラ奏者として、後にヴァイオリン奏者として雇われることになった。フレズレク・ロングと衝突して1896年に職を辞し、作曲家、教育者、コンサート・ヴァイオリニストとして自由に生きるようになると間もなく売れっ子となっていく。若かりし頃にカール・ニールセンとの間で育まれた友情は、1931年にニールセンが没するまで続くことになる。
師のヨアヒムは当代随一のヴァイオリニストであったが、ヘンレゲスは小規模の形式へとより集中した。彼は自らの弦楽四重奏団を結成、また室内楽協会（Musiksamfundet）を設立して1931年まで議長を務めた。またコンサートのソリスト、室内楽の音楽家、指揮者としてパリやベルリンに加えて北欧の国々を幾度も訪れた。さらにデンマーク作曲家協会の委員を務め、1921年にダンネブロ勲章のナイト、1937年にDannebrogsmandに叙されている。
1940年にコペンハーゲンで没した。

## 音楽
ヘンレゲスの音楽は素直で友好的であると捉えられており、彼の生前には大きな人気を博した。歌曲やピアノ曲も書きはしたが、大半は自身の楽器であるヴァイオリンのための作品を作曲した。室内楽や小管弦楽のための様々な作品に加え、交響曲やバレエにも作品を遺している。代表作品は『人魚姫』（1909年）と『Tata』であり、多くの舞台用作品にはカール・マーティン・ノアマン＝ハンスンがテクストを記したオペラ『Stærstikkeren』（1927年）、ホルガ・ドラクマンの原作に基づきオーウ・バーフォーズがテクストを著した『Vølund Smed』がある。